# هانس گئورگ مولدنهاور
هانس گئورگ مولدنهاور (انگلیسی: Hans-Georg Moldenhauer؛ زادهٔ ۲۵ نوامبر ۱۹۴۱) بازیکن فوتبال اهل آلمان است.
از باشگاه‌هایی که در آن بازی کرده‌است می‌توان به باشگاه فوتبال ماگدبورگ ۱ اشاره کرد.